# Operação Althea

Logo da EUFOR ALTHEA.

Operação Althea ou EUFOR Althea (Força da União Europeia Althea) é uma força operacional da União Europeia na Bósnia e Herzegovina que sucedeu a Força de Estabilização (SFOR) da OTAN em 2 de dezembro de 2004. 
A transição da SFOR para a EUFOR foi em grande parte uma mudança de nome e comandantes: 80% das tropas permaneceram no local. 